# Baileyton (Alabama)
Baileyton es un pueblo del Condado de Cullman, Alabama, Estados Unidos. En el censo de 2000, su población era de 684.

## Demografía
En el 2000 la renta per cápita promedia del hogar era de $ 31.000$, y el ingreso promedio para una familia era de 41.563$. El ingreso per cápita para la localidad era de 14.696$. Los hombres tenían un ingreso per cápita de 30.083$ contra 20.417$ para las mujeres.

## Geografía
Baileyton está situado en 34°16′2″N 86°36′11″O / 34.26722, -86.60306 (34.267139, -86.603018).
Según la Oficina del Censo de los EE. UU., la ciudad tiene un área total de 5.34 millas cuadradas (13.82 km ²).